# Freefall (1994)
Freefall is een Amerikaanse direct-naar-video actiefilm uit 1994 onder regie van John Irvin, met in de hoofdrollen Eric Roberts, Jeff Fahey en Pamela Gidley.

## Verhaal
Natuurfotografe Katy Mazur wordt door haar verloofde Dex Dellum naar Afrika gestuurd om foto's te maken van een zeldzame roofvogel. Daar ontmoet ze parachutist Grant Orion, met wie ze een affaire heeft. Ze weet niet dat hij haar komt redden van een criminele organisatie.

## Rolverdeling
| Acteur           | Personage   | Opmerkingen          |
| ---------------- | ----------- | -------------------- |
| Eric Roberts     | Grant Orion |                      |
| Jeff Fahey       | Dex Dellum  |                      |
| Pamela Gidley    | Katy Mazur  |                      |
| Ron Smerczak     | John Horner |                      |
| Anthony Fridjhon | Raul        | als Anthony Fridjohn |
| Warrick Grier    | Albino      |                      |
| Lesley Fong      | Hustler     | als Leslie Fong      |
| Ted Le Plat      | Ed Jacobs   |                      |
| Lucky Shabangu   | Nivu        |                      |
| James Whyle      | Francisco   |                      |
| Terry Norton     | Susan       | als Terri Norton     |
| Patrick Bands    | Chad        |                      |
| Todd Jensen      | Rick        |                      |
| Jennifer Steyn   | Secretary   | als Jenny Steyn      |

## Trivia
- De film was oorspronkelijk bedoeld voor een bioscooprelease maar werd uiteindelijk rechtstreeks op VHS uitgebracht en later in 2002 op dvd.